# Cadaba natalensis
Cadaba natalensis är en kaprisväxtart som beskrevs av Otto Wilhelm Sonder. Cadaba natalensis ingår i släktet Cadaba och familjen kaprisväxter. Inga underarter finns listade i Catalogue of Life.